# Julius Scheuerer

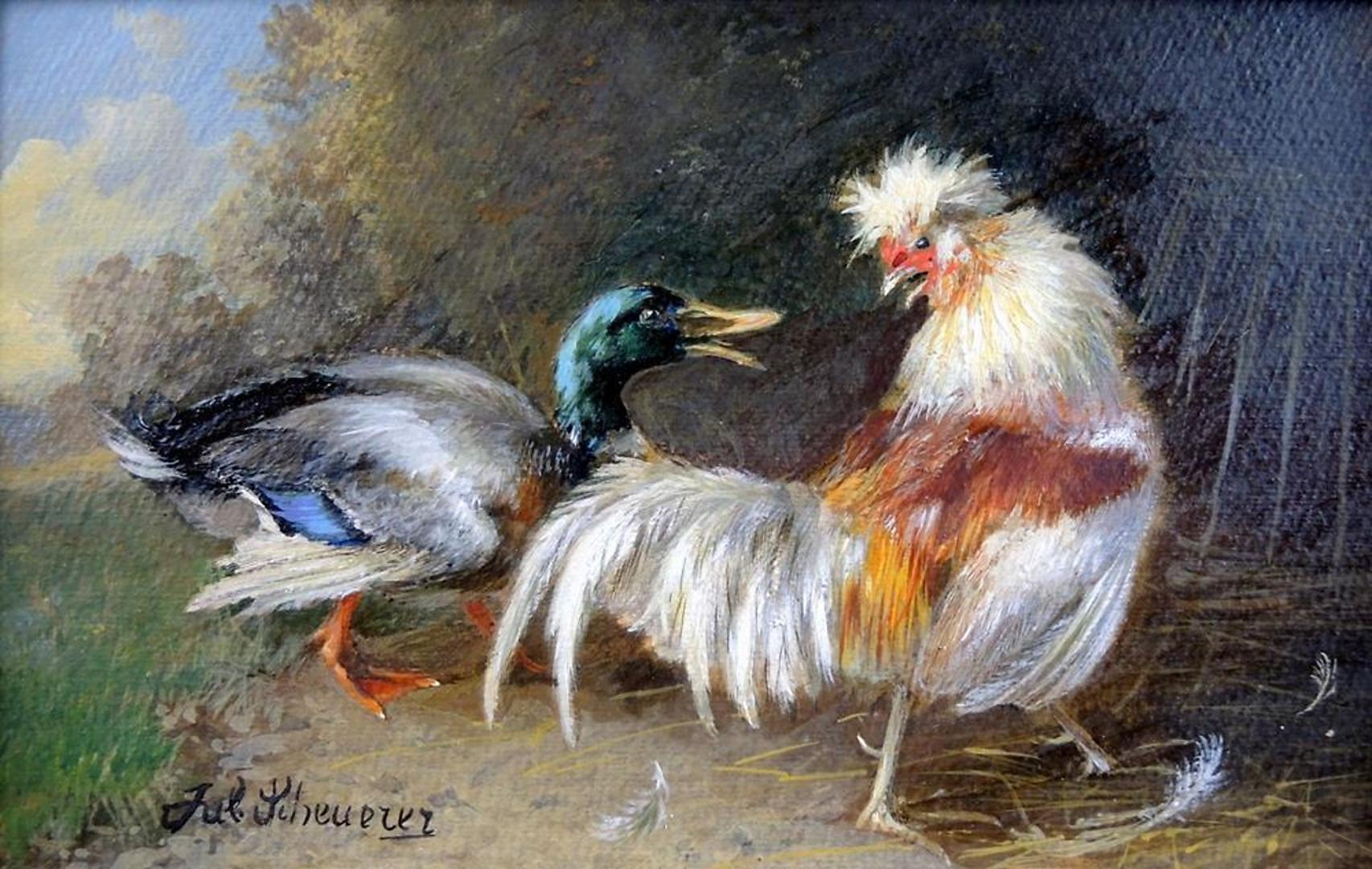
Erpel und Hahn

Julius Scheuerer (* 30. Januar 1859 in München; † 11. April 1913 in Planegg) war ein deutscher Tiermaler, der in München tätig war.

## Leben
Julius Scheurer war der ältere Bruder des Tiermalers Otto Scheuerer (1862–1934).
Er studierte kurz an der Münchner Kunstakademie, ist jedoch nicht im  Matrikelbuch verzeichnet. Sein Malerhandwerk erlernte er hauptsächlich als Autodidakt, möglicherweise mit Hilfe seines Bruders.
Scheuerer wurde Mitglied der Münchner Künstlergenossenschaft. Vorbilder seiner Malerei waren die niederländischen Altmeister. Er wird im Allgemeinen Lexikon der Bildenden Künstler von der Antike bis zur Gegenwart aufgrund seines beliebtesten Motivs als „Geflügelmaler“ bezeichnet.
Am 6. Oktober 2019 wurde eine Folge der Sendung Lieb & Teuer des NDR ausgestrahlt. Darin wurde mit der Gemälde-Expertin Beate Rhenisch ein Gemälde von Scheuerer besprochen, das eine Auerhenne mit Küken zeigt.